# Loma

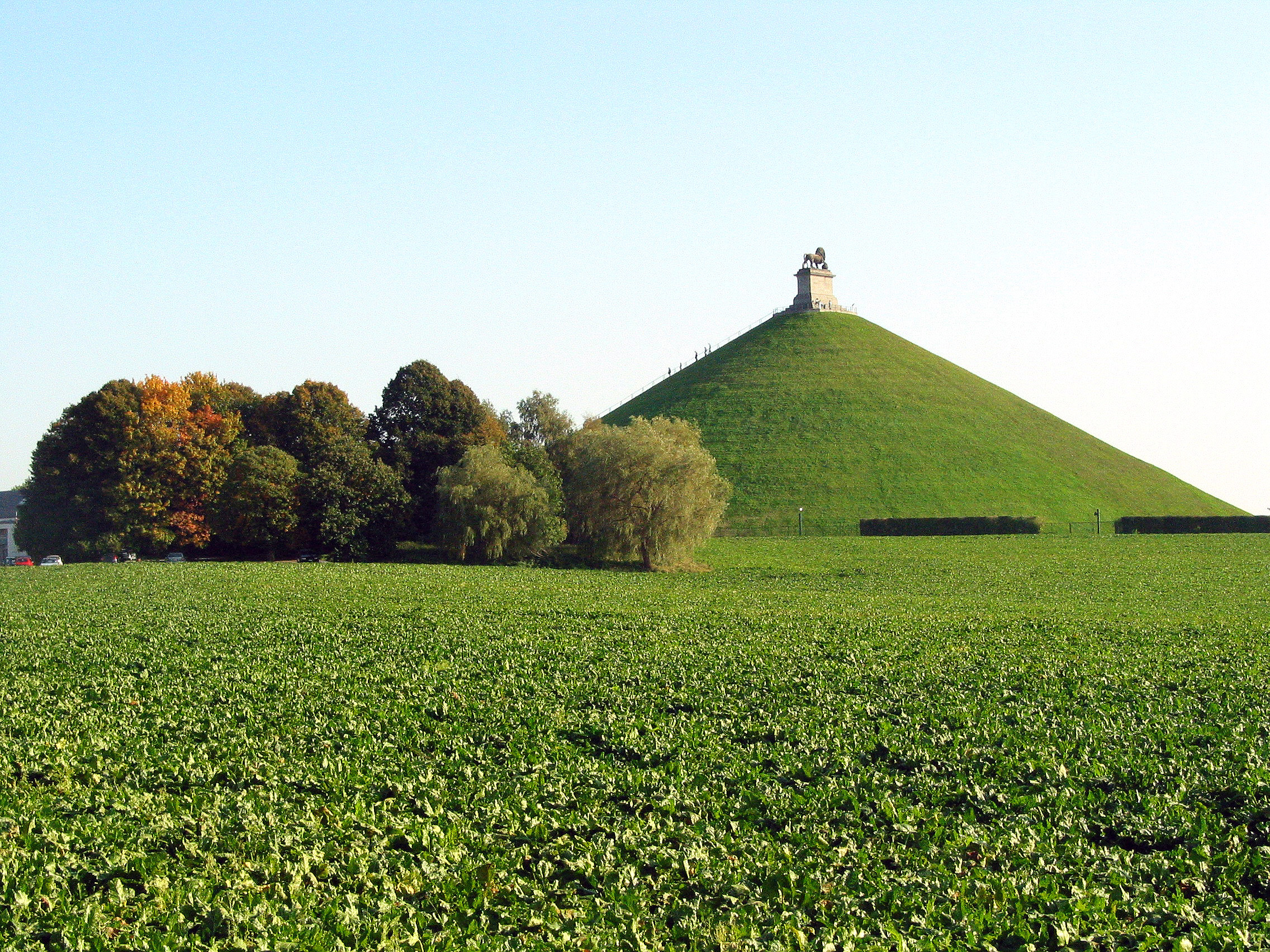
Una loma artificial situada en Waterloo, Bélgica, en honor a la batalla allí librada.

Una loma u otero es una elevación del terreno de poca altura y prolongada.
El suelo de las lomas es bastante variable, siendo en la mayoría de los casos arenoso, arcilloso o pedregoso. Hay paredes rocosas en cuyas grietas se acumulan materia orgánica que posibilita el aumento de plantas típicas adaptadas a la humedad temporal.